# AMC Networks International
AMC Networks International (anteriormente conocido como Chellomedia, hasta 2014) es una división de AMC Networks dedicada a la producción de contenidos y distribución de canales de televisión en Europa y América Latina, además de contenidos y servicios de vídeo. Con operaciones en más de 13 países, produciendo programación de diversos géneros (entre los que destacan deportes, películas, entretenimiento, estilo de vida, infantiles y cultural) que fue fundado en 1991.
Las compañías operativas y las unidades de negocio de la división son actualmente propietarias y operan en joint venture un total de 68 canales de televisión y gestionan un conjunto de servicios digitales, a la carta y de banda ancha en Europa. En total, sus canales llegan a 382 millones de hogares. AMC Networks International también proporciona un conjunto de servicios digitales avanzados, como la venta de publicidad y soluciones de difusión a los operadores de canales internacionales.
La empresa se llamaba originalmente Chellomedia y formaba parte de Liberty Global. En 2013, fue vendida a AMC Networks (una antigua filial de Cablevisión), y pasó a llamarse AMC Networks International.

## Historia
El 31 de julio de 2012, Chellomedia compró MGM Networks, Inc., Chellomedia ha licenciado la marca MGM y el contenido en emisión los canales paga de MGM.
El 21 de mayo de 2013, se anunció que Liberty Global había puesto Chellomedia a la venta. El 28 de octubre Liberty acordó vender Chellomedia a AMC Networks, excepto la unidad de Benelux por $ 1.035B. La adquisición se completó el 2 de febrero de 2014. Chellomedia todavía existe en partes muy pequeñas. El 7 de junio de 2014, Chellomedia lanzó Chellomedia HD, un canal de carácter administrativo que compite con WOBI y CNBC.
El 8 de julio de 2014, Chellomedia pasó a llamarse AMC Networks International. En noviembre, se renombra el canal MGM Channel de Europa a AMC.

## Señales que opera y distribuye

### AMC Networks International UK
AMC Networks International UK, la filial en el Reino Unido de AMC Networks, produce y distribuye desde Londres los siguientes canales: 
| Canal           | Ámbito de programación                                                                                       | Presencia de transmisión                 |
| --------------- | --- | ---------------------------------------- |
| AMC             | Es un canal dedicado su programación a las series realizadas por la productora                               | Reino Unido                              |
| CBS Drama       | Dedicado a carácter romántico, cine y telenovelas. Joint venture con ViacomCBS Networks.                     | Reino Unido                              |
| CBS Europa      | Dedicado al cine europeo. Joint venture con ViacomCBS Networks.                                              | Polonia                                  |
| CBS Justice     | Canal dedicado a series y películas de acción .Joint venture con ViacomCBS Networks.                         | Reino Unido Sudáfrica                    |
| CBS Reality     | Canal dedicado a la emisión de reportajes sobre sociedad y "realidad". Joint venture con ViacomCBS Networks. | Reino Unido · Sudáfrica · Polonia · EMEA |
| Horror Channel  | Dedicado a cine de terror. Joint venture con ViacomCBS Networks.                                             | Reino Unido                              |
| Eva             | Canal orientado a telenovelas                                                                                | Sudáfrica                                |
| Extreme Sports  | Canal dedicado a los deportes extremos                                                                       | Reino Unido Unión Europea Medio Oriente  |
| Outdoor Channel | Canal dedicado a los deportes al aire libre                                                                  | Unión Europea                            |
| Sundance TV     | Canal dedicado al cine independiente                                                                         | Unión Europea                            |

Señales descontinuadas
- Zone Reality (remplazado por CBS Reality)
- Zone Reality Extra (remplazado por CBS Reality Extra)
- Zone Reality +1 (remplazado por CBS Reality +1)
- Zone Club (remplazado por Fine Living Network en Países Bajos y por CBS Drama en Polonia)
- Zone Europa (remplazado por CBS Europa)
- Zone Fantasy (remplazado por Horror Channel Italia)
- Zone Horror (remplazado por Horror Channel Reino Unido)
- Zone Romantica (remplazado por CBS Drama)
- Zone Thriller (remplazado por CBS Action)
- Horror Channel Italia
- CBS Drama Polonia

### AMC Networks International Central and Northern Europe
Su oferta es más pobre en número de canales, pero muy valorada en Eslovaquia, Hungría, República Checa y Rumanía
| Canal         | Ámbito de programación                                   | Presencia de transmisión |
| ------------- | -------------------------------------------------------- | ------------------------ |
| AMC           | Canal dedicado a las series realizadas por la productora | Europa del Este          |
| Filmcafé      | Canal dedicado a comedia, drama y películas de misterio  | Europa del Este          |
| Film Mánia    | Canal dedicado al cine desde 2000 hasta 2010.            | Europa del Este          |
| Minimax       | Para niños menores de 8 años.                            | Europa del Este          |
| JimJam        | Para niños mayores de 8 años                             | Europa del Este          |
| OBN           | Canal de televisión abierta con programación generalista | Bosnia y Herzegovina     |
| Spektrum      | Canal dedicado a la ciencia, la historia y la naturaleza | Europa del Este          |
| Spektrum Home | Canal dedicado al bricolaje y decoración de interiores   | Europa del Este          |
| Sport 1       | Canal dedicado a los deportes                            | Europa del Este          |
| Sport 2       | Canal dedicado a los deportes                            | Europa del Este          |
| TV Paprika    | Canal dedicado a la gastronomía                          | Europa del Este          |

### AMC Networks Latin America
Filial de la compañía que opera para América Latina.
| Canal         | Ámbito de programación | Presencia de transmisión                    |
| ------------- | --- | ------------------------------------------- |
| AMC           | Canal de series y películas, relacionado con su homónimo de Estados Unidos. Cuenta con una versión en alta definición. Esta señal reemplazó a MGM. | Latinoamérica                               |
| Más Chic      | Canal orientado al público femenino dedicado al estilo de vida. Esta señal reemplazó a Casa Club TV.                                               | Latinoamérica, Estados Unidos y Puerto Rico |
| Europa Europa | Canal dedicado al cine europeo. | Latinoamérica                               |
| El Gourmet    | Canal dedicado a programas de cocina ofreciendo propuestas culinarias.                                                                             | Latinoamérica y Estados Unidos              |
| Film & Arts   | Canal dedicado al arte. Fundado en 1996 por Bravo Networks, luego adquirido por Pramer.                                                            | Latinoamérica                               |

### AMC Networks International Southern Europe
Filial de la compañía en España, Portugal, Francia e Italia.
| Canal                  | Ámbito de programación | Presencia de transmisión                |
| ---------------------- | --- | --------------------------------------- |
| AMC                    | Canal de cine y series. | España · Portugal                       |
| AMC Break              | Canal dedicado a programas de telerrealidad. | España · Portugal · Angola · Mozambique |
| AMC Crime              | Dedicado a documentales y reportajes de carácter criminal. | España · Portugal                       |
| Biggs                  | Segunda señal del Canal Panda para Portugal enfocado en un público adolescente. Joint venture con DREAMIA.                                                                            | Portugal Angola Mozambique              |
| Blast                  | Canal temático de acción. Joint venture con DREAMIA. | Portugal Angola Mozambique              |
| ¡Buen Viaje!           | Dedicado a los documentales de viajes y turismo. | España                                  |
| Canal Cocina           | Canal dedicado a programas de cocina ofreciendo interesantes propuestas culinarias.                                                                                                   | España · Andorra · Gibraltar            |
| Canal Hollywood        | Canal dedicado al cine en general, centrándose en los años 80 y los 90. La señal para Portugal es producida por un joint venture con DREAMIA.                                         | España · Portugal                       |
| Casa e Cozinha         | Canal de lifestyle en portugués. Joint venture con DREAMIA. | Portugal                                |
| Canal Panda (Portugal) | Canal dedicado al público infantil, emitiendo dibujos animados y series en imagen real para niños. Joint venture con DREAMIA.                                                         | Portugal Angola Mozambique              |
| Dark /Dorcel TV        | Es un canal de cine y series de terror. Comparte señal con Dorcel TV como un bloque nocturno de programación de películas para adultos.                                               | España                                  |
| Decasa                 | Canal dedicado a programas del hogar como: jardinería y decoración. | España                                  |
| Enfamilia              | Canal con programación generalista dedicada a toda la familia. Es el reemplazo de Canal Panda en España. En 2025 a sido remplazado por VinTV                                          | España · Andorra · Gibraltar            |
| Historia               | Dedicado a los documentales de carácter histórico. | España · Portugal · Angola · Mozambique |
| Odisea                 | Canal dedicado a los documentales. Se fusionó con Documania para convertirse en uno de los canales de documentales más vistos en España.                                              | España · Andorra · Gibraltar            |
| Odisseia               | Versión portuguesa del Canal Odisea. | Portugal Angola Mozambique              |
| Panda Kids             | Canal infantil portugués enfocado en el público infantil entre los 6 a 9 años. Joint venture con DREAMIA.                                                                             | Portugal Angola Mozambique              |
| Sol Música             | Canal FAST. Centra su programación en videoclips, reportajes y conciertos de música nacional.                                                                                         | España Portugal Andorra Gibraltar       |
| Selekt                 | Canal generalista con contenidos de los demás canales del grupo en España, inició emisiones el 4 de febrero de 2021.                                                                  | España                                  |
| Somos                  | Canal dedicado exclusivamente al cine español. | España · Andorra · Gibraltar            |
| Sundance TV            | Canal dedicado al cine independiente, de autor y de culto en especial al producido en Europa, además de diversas series. Transmite su programación en idioma original con subtítulos. | España · Portugal · Francia             |
| XTRM                   | Canal dedicado al cine de acción. Hasta 2006 se le conoció como Showtime Extreme. | España                                  |

Señales discontinuadas
- Canal Panda (España): Fue un canal dedicado al público infantil de 3 a 9 años y al público juvenil, emitiendo sobre todo series de dibujos animados y películas. Cesó transmisiones el 15 de diciembre de 2022. Actualmente se encuentra en el bloque matutino del nuevo canal EnFamilia y continúa en línea a través de YouTube y de contenidos exclusivos de Panda según cableoperador. Aunque el canal se cerró en España, sigue siendo transmitido en Portugal.
- Buzz Negro: Antiguamente era un canal dedicado al manga y al anime que compartía dial con ClubSuper 3.Luego se trasformó en un canal juvenil de cine, series y entretenimiento que , tras la desaparición de Dark, emitía la misma programación que Buzz Rojo pero con una hora de retraso y no contaba con Canal 18. Estaba destinado a paquetes inferiores de televisión de pago. Desapareció a partir del 1 de febrero de 2011 cuando comenzó a emitir Crimen & Investigación
- Extreme Sports Channel: Versión española del canal más prestigioso de la cadena.
- KidsCo: Canal de temática infantil. Es propiedad de la productora Sparrowhawk Media Group, propietaria de los otros canales KidsCo en el mundo. Era el antiguo canal Kitz, sucesor de los antiguos canales Super Ñ y Super 3. Teuve vendió Kits a Sparrowhawk pero gestiona el canal.
- Cinematk: Canal dedicado al cine independiente, de autor y de culto en especial al producido en Europa. Transmite su programación en idioma original con subtítulos al español. Se consideraba la versión española de (CBS Europa).
- Natura: Canal dedicado a los documentales de naturaleza las 24 horas del día.
- Buzz Rojo/Canal 18: Fue un canal de cine, series y entretenimiento. Compartía señal con Canal 18 como un bloque nocturno de programación, siendo resultado de la desaparición de Dark/Canal 18 y la extinción de Buzz Negro que cedió su lugar para Crimen & Investigación. En el caso de Buzz Rojo se transmitían series, cine y entretenimiento en general orientado a jóvenes adultos, mientras que Canal 18 emitía dos películas cada noche mezclando diversos géneros de películas para adultos, como heterosexual, homosexual y bisexual.
- Mov: Canal dedicado al cine de acción, sci-fi y terror. Canal producido por un joint venture con DREAMIA.
- A&E: Canal dedicado a programas de telerrealidad. Era un joint venture con A+E Networks. En Hispanoamérica la señal de A&E sigue al aire, junto a sus canales hermanos de la familia A+E Networks Latinoamérica: History, H2 y Lifetime.[8]